# Потапов, Александр Тимофеевич
Александр Тимофеевич Потапов  (род. 16 сентября 1925) — советский генерал-майор. Начальник Оренбургского Краснознамённого высшего зенитного ракетного командного училища имени Г. К. Орджоникидзе (1974—1983).

## Биография
Родился 16 сентября 1925 года в Тульской губернии, недалеко от Ясной Поляны.
С 1941 года после начала Великой Отечественной войны А. Т. Потапов, будучи студентом железнодорожного техникума, помогал рыть окопы вокруг города Тула.
23 февраля 1943 года был призван в ряды Красной Армии и после прохождения обучения в Московском учебном центре ПВО по профилю 37-мм зенитной пушки был направлен на должность — командира орудия в 1404-й полк 37-й зенитной артиллерийской дивизии РГК, воевал в составе 1-го Украинского фронта. 1404-й полк в составе дивизии принимал активное участие в отражении налётов противника, наносившего массированные удары по железнодорожному узлу Киева и переправам через реку Днепр. В составе своего полка сержант А. Т. Потапов освобождал Житомир, Львов и Краков. 29 марта 1944 года был награждён Орденом Красной Звезды: «Командир орудия 4-й батареи сержант Потапов 29 марта 1944 года в боях за Родину в районе населённого пункта Гаи-Левятинские во время непосредственного налёта с пикированием бомбардировочной авиации противника на огневую позицию батареи умело, стойко и мужественно, под артиллерийским обстрелом противника и разрывами бомб руководил огнём орудия, в результате чего сбито 2 самолёта противника, чем предотвратил эффективность бомбардировки и обеспечил продвижение наших войск». Конец войны сержант А. Т. Потапов встретил 11 мая 1945 года в Чехословакии.
С 1946 года проходил обучение в Первом Киевском Краснознамённом артиллерийском училище, но по своему желанию был переведён с последнего курса в Чкаловское зенитное артиллерийское училище имени Г. К. Орджоникидзе, которое окончил с отличием в 1949 году.
С 1949 по 1952 годы — командовал взводом, был старшим офицером батареи, начальником разведки дивизиона и командиром батареи в отдельном зенитном артиллерийском дивизионе 95-й стрелковой дивизии ЦГВ. С 1952 года — командир батареи зенитного артиллерийского полка 1-й гвардейской механизированной дивизии Закавказского военного округа. С 1954 по 1959 годы — командир зенитной батареи 166-го тяжёлого танкового самоходного полка 23-й гвардейской механизированной дивизии.
С 1960 года после окончания факультета зенитной артиллерии Военной артиллерийской командной академии имени М. И. Калинина служил начальником штаба и начальником штаба — заместителем командира артиллерийского полка в 66-й гвардейской мотострелковой дивизии. С 1963 по 1966 годы — начальника штаба — заместитель командира 28-го отдельного зенитного ракетного полка 8-й гвардейской армии ГСВГ. С 1966 по 1970 годы — командир 901-го зенитного артиллерийского полка 57-й мотострелковой дивизии и начальником гарнизона города Гера в ГДР.
С 1970 по 1972 годы — начальник 62-го учебного зенитного артиллерийского центра Войск ПВО Сухопутных войск. С 1972 по 1975 годы — начальник войск ПВО 14-й гвардейской армии.
С 1974 по 1983 годы — начальник Оренбургского высшего зенитного ракетного командного Краснознамённого училища имени Г. К. Орджоникидзе.
В 1984 году уволен на пенсию. 5 мая 2008 года указом Президента Украины «За значительный вклад в защиту Родины в годы Великой Отечественной войны, активное участие в общественной жизни в мирное время и в связи с 63-й годовщиной Победы в Великой Отечественной войне 1941—1945 годов» А. Т. Потапову было присвоено звание генерал-лейтенанта.

## Награды
- Орден Отечественной войны I степени (06.04.1985)
- Орден Красной Звезды (29.03.1944)
- Орден «За службу Родине в Вооружённых Силах СССР» III степени
- Две Медали «За боевые заслуги»
- Медаль «За победу над Германией в Великой Отечественной войне 1941—1945 гг.»